# El Pino, Jalisco
El Pino är en ort i Mexiko.   Den ligger i kommunen San Pedro Tlaquepaque och delstaten Jalisco, i den centrala delen av landet, 500 km väster om huvudstaden Mexico City. El Pino ligger 1 566 meter över havet och antalet invånare är 158.
Terrängen runt El Pino är platt österut, men västerut är den kuperad. Runt El Pino är det mycket tätbefolkat, med 6 472 invånare per kvadratkilometer. Närmaste större samhälle är Guadalajara, 10,0 km norr om El Pino. Trakten runt El Pino består till största delen av jordbruksmark.